# Ornatowice-Kolonia
Ornatowice-Kolonia – kolonia w Polsce położona w województwie lubelskim, w powiecie zamojskim, w gminie Grabowiec.
Według spisu powszechnego z roku 1921 w ówczesnej gminie Grabowiec spisano Ornatowice wieś i folwark. Kolonia w spisie nie występuje. W latach 1975–1998 miejscowość administracyjnie należała do województwa zamojskiego.
Wieś jest sołectwem w gminie Grabowiec. Według Narodowego Spisu Powszechnego z roku 2011 wieś liczyła 33 mieszkańców.
Wierni Kościoła rzymskokatolickiego należą do parafii św. Mikołaja w Grabowcu.